# Oussama Khellaf
 (février 2020).
Si vous disposez d'ouvrages ou d'articles de référence ou si vous connaissez des sites web de qualité traitant du thème abordé ici, merci de compléter l'article en donnant les références utiles à sa vérifiabilité et en les liant à la section « Notes et références ».
Oussama Khellaf est un footballeur algérien né le 15 mars 1988 à Jijel. Il évoluait au poste d'arrière gauche à la JSM Béjaïa.

## Palmarès
- Finaliste de la coupe d'Algérie en 2016 avec le NA Hussein Dey.
- Finaliste de la coupe d'Algérie en 2019 avec la JSM Béjaïa.
- Accession en Ligue 1 en 2014 avec le NA Hussein dey.